# Cividate al Piano
Cividate al Piano ([ʧiviˈdaːte alˈpjaːno], Seedàt [sɛɛˈdat] o Siedàt [siɛˈdat] in dialetto bergamasco) è un comune italiano di 5 095 abitanti della provincia di Bergamo in Lombardia.
È situato ai margini orientali della pianura bergamasca, sulla riva destra del fiume Oglio.

## Storia

### Antichità
Le origini del paese sono sicuramente romane (secolo I a. C.). Il nome deriva, infatti, dal latino civitas che attesterebbe l'esistenza di un discreto centro abitato.  Recenti studi hanno identificato Cividate al Piano con la Civitas Leuceris della Tabula Peutingeriana (IV secolo d.C.).  ll centro storico conserva in gran parte l'impianto ortogonale tipico degli insediamenti romani. Inoltre il borgo, posto su un terrazzo naturale dominante la valle dell'Oglio, era attraversato dalla via militare romana che univa direttamente Milano e Brescia e Aquileia, che passava l'Oglio sul ponte romano eretto nelle vicinanze. Leuceris era probabilmente anche un porto fluviale sull'Oglio. Il toponimo Leuceris (o Leukeris) è di origine preromana e deriverebbe dal termine celtico leuc (= bosco, come il latino lucus).

### Medioevo
Dopo il termine della dominazione romana, sul territorio si verificò l'arrivo dei Longobardi prima, e dei Franchi, che diedero inizio al feudalesimo. Il castello di Cividate fu eretto probabilmente dai conti di Bergamo a difesa del confine con Brescia. In epoca comunale il paese fu al centro delle lotte tra Guelfi e Ghibellini, trovandosi al confine tra città ghibelline (Bergamo e Cremona) e guelfe (Milano e Brescia) e fu coinvolto in importanti fatti d'arme: la battaglia della Malamorte, combattuta nel 1191 dai bergamaschi (alleati con la città di Cremona) contro i bresciani. Furono questi ultimi ad avere la meglio per l'intervento della cavalleria bresciana sopraggiunta all'improvviso dal castello di Rudiano. Fu una vera e propria carneficina: si tramanda che il sangue degli uccisi colorò di rosso l'acque dell'Oglio per alcune ore. Brescia tolse ai bergamaschi alcuni castelli, tra cui Mura e Palosco, e una parte del territorio di Cividate posto sulla riva destra del fiume. L'egemonia bresciana tuttavia durò soltanto fino al 1237 quando l'imperatore Federico II sconfisse la Lega lombarda a Cortenuova anche con l'aiuto del presidio bergamasco che gli segnalò con una fumata il passaggio dell'esercito della lega diretto a Cortenuova.
Nei primi decenni del Trecento Cividate e l'intera Lombardia passarono sotto il dominio dei Visconti. Nel 1366 una parte del territorio di Cividate (le Motte) venne infeudata da Bernabò Visconti alla moglie Regina della Scala, con altri castelli della Calciana posti sulla riva destra dell'Oglio. Le lotte tra i due partiti avversari tuttavia continuarono ancora per decenni. Nel giugno del 1404 una banda di duemila Guelfi lodigiani riuscirono a mettere a ferro e fuoco il borgo e il castello. Questo venne ricostruito qualche anno più tardi dopo la conquista da parte della Repubblica di Venezia (1428), che pose termine a questo periodo di instabilità e di lotte, garantendo tranquillità e prosperità.
Posto in una zona di confine tra la Serenissima ed il Ducato di Milano ,segnato dal Fosso bergamasco, come in tutte le zone di confine, notevole era l'attività di contrabbando, fonte di commerci ma anche di episodi malavitosi. Tali commerci diedero comunque origine all'importante Fiera di san Nicolò, che si svolgeva dal 6 al 13 dicembre di ogni anno e durò dal secolo XVI alla prima metà dell'Ottocento.

### Età moderna
Dal Medioevo alla conquista napoleonica (1796) il comune si governò secondo gli statuti della città di Bergamo, cui rimase costantemente fedele. Molto interessante era la struttura amministrativa del comune, cui potevano partecipare solo le famiglie antiche originarie. Tutto cambiò con la nascita della Repubblica Cisalpina. Da allora anche le famiglie "forestiere" poterono partecipare a pieno diritto all'amministrazione comunale.

### Età contemporanea
Con la successiva dominazione austriaca del Regno Lombardo-Veneto, anche molti giovani di Cividate parteciparono ai movimenti e alle lotte risorgimentali. Uno di essi, il ventiquattrenne Giovanni Battista Pagani, al ritorno dalla sfortunata prima guerra d'indipendenza, fu arrestato e fucilato a Bergamo il 7 luglio 1849.
Il 13 giugno di dieci anni dopo il paese vide passare l'esercito liberatore di Vittorio Emanuele II diretto ai vittoriosi campi di battaglia di San Martino e Solferino. Nel 1870 fu costruita la bretella ferroviaria Treviglio-Coccaglio a completamento della linea diretta Milano-Brescia-Venezia. La stazione ebbe l'intitolazione di Calcio, mutata nel 2021 in "Stazione di Cividate al Piano-Calcio".
Nel XX secolo il paese subì la crisi del settore agricolo, compensata tuttavia dalla presenza di numerosi insediamenti industriali.

### Simboli
Lo stemma e il gonfalone sono stati concessi con decreto del presidente della Repubblica del 6 ottobre 1953.
Gli smalti d'oro e di rosso alludono all'arma del capoluogo Bergamo; il castello ricorda l'antica rocca del XIII secolo, oggi ridotta a rudere, che ebbe notevole importanza ai tempi delle lotte tra guelfi e ghibellini.
Il gonfalone è un drappo interzato in palo di giallo, di rosso e di verde.

## Monumenti e luoghi d'interesse

### Architetture religiose

#### Chiesa parrocchiale di San Nicolò Vescovo
La Chiesa parrocchiale di San Nicolò Vescovo, edificata prima della fine del XII secolo come chiesa di castello, nel Trecento sostituì nel ruolo di parrocchiale quella più antica di San Martino posta fuori dell'abitato. Incendiata nel corso della battaglia di Cortenuova dai Bergamaschi nel 1237, fu subito ricostruita e successivamente ampliata in stile tardo-gotico. Nel XVIII secolo fu ristrutturata in stile barocco e a fine Ottocento fu nuovamente ampliata a tre navate.

#### Altri edifici di culto
Sono inoltre presenti sul territorio: la chiesetta di santa Margherita (secolo XVI), la chiesa della Congrega, o di San Luigi (sita nei pressi della parrocchiale, eretta nel 1699), ed il santuario della Beata Vergine dei Campiveri, risalente al XIX secolo.

### Architetture militari

#### Rocca di Cividate
La Rocca, risalente ad un periodo compreso tra il XII ed il XIII secolo, conserva ancora numerose vestigia dell'epoca medievale, tra cui la base di una torre, il fossato e l'ingresso ,e un tempo vi era un ponte levatoio.
Di un certo interesse rivestono due edifici civili: il Palazzo del Belvedere (XV-XVIII sec.) e l'ex Palazzo Balestra (secoli XVI-XVII), ora sede della Sala Consiliare e della Biblioteca.

## Società

### Evoluzione demografica
Abitanti censiti

## Amministrazione
| Periodo        | Periodo   | Primo cittadino           | Partito              | Carica  | Note |
| -------------- | --------- | ------------------------- | -------------------- | ------- | ---- |
| 1º giugno 2015 | in carica | Giovanni Battista Forlani | Comunità democratica | Sindaco |      |

## Sport

### Calcio
La più importante realtà locale è l'Oratorio Cividate.

### Pallavolo
La principale squadra di pallavolo è la Civitas Volley ASD che milita in Prima Divisione.

### Majorette
"Written in the Stars" è il gruppo di Twirling e Majorette della città che vanta riconoscimenti a livello Nazionale ed Europeo.

## Istituzioni, enti e associazioni

### APS La Città del Giovane

#### Storia
Nata nel gennaio 2016, Città del Giovane è la principale associazione giovanile di Cividate al Piano. I fondatori furono 13 ragazzi del paese dotati di spiccata voglia di cambiare la situazione dei giovani del paese dando loro una voce. Una delle principali missioni dell'associazione è quella di responsabilizzare i ragazzi e creare in loro una coscienza politica che gli consenta di prendere posizione e di mettersi maggiormente in gioco nella vita.

#### Attività
Negli anni l'associazione ha organizzato numerosi eventi sia culturali che ludici. Eventi come "Click" di sensibilizzazione circa il tema della disabilità o come "La Mafia raccontata davvero" il racconto dell'esperienza di Luigi Leonardi vittima di mafia. Altre attività sono le giornate annuali di pulizia del paese in collaborazione con le scuole locali per sensibilizzare i giovani verso il tema dell'ecologia e dell'attenzione per l'ambiente. Altre attività sono da ricongiungere alla stretta e proficua collaborazione con le realtà presenti sul territorio dalle quali è scaturita nel 2019 la nascita della Consulta delle associazioni Cividatesi trainate dall'associazione giovanile e del primo evento comune "Primavera delle Associazioni".
Il principale evento ludico è il Weekend del Giovane (WDG) una festa estiva della durata di tre giorni con musica, cibo e divertimento.

#### Riconoscimenti
L'associazione si è distinta nel 2019 vincendo il 1ºpremio al volontariato giovanile della Provincia di Bergamo denominato "Bergamo terra del Volontariato".
| Periodo      | Periodo      | Carica         | Nome                |
| ------------ | ------------ | -------------- | ------------------- |
| Gennaio 2016 | Gennaio 2019 | Presidente     | Nicola Moioli       |
| Gennaio 2016 | Gennaio 2019 | Vicepresidente | Stefano Sardellitti |
| Gennaio 2016 | Gennaio 2019 | Tesoriere      | Stefano Sabbadini   |
| Gennaio 2016 | Gennaio 2019 | Segretario     | Davide Plebani      |
| Gennaio 2019 | Marzo 2022   | Presidente     | Alessandro Pagani   |
| Gennaio 2019 | Marzo 2022   | Vicepresidente | Giorgio Bonassi     |
| Gennaio 2019 | Marzo 2022   | Tesoriere      | Enrico Brianza      |
| Gennaio 2019 | Marzo 2022   | Segretario     | Silvia Tarlarini    |
| Marzo 2022   | in carica    | Presidente     | Silvia Tarlarini    |
| Marzo 2022   | in carica    | Vicepresidente | Alessandro Pagani   |
| Marzo 2022   | in carica    | Tesoriere      | Valentina Armellini |
| Marzo 2022   | in carica    | Segretario     | Matteo Forresu      |